# 물에 빠진 나이프
《물에 빠진 나이프》(일본어: 溺れるナイフ)는 조지 아사쿠라의 일본의 만화 작품. 〈별책 프렌드〉(코단샤)에서 2004년 11월호부터 2014년 1월호까지 휴재를 사이에 두면서 연재되었다. 단행본은 전 17권.
저자에 의하면 제목 중 〈나이프〉는 ‘사춘기 자이식’이며, 파열직전 사춘기의 마음과 노출의 칼날 같은 청춘의 모습을 다양하게 그려내 독자로부터 높은 지지를 받고 있다. 2016년 3월 시점에서의 누계 발행 부수는 150만부이다.

## 개요
〈별책 프렌드〉에서 2004년 11월호부터 연재 시작. 2005년 4월호까지 게재되어 휴재를 거쳐 같은 해 9월호에 재개. 2006년 2월호까지 연재되었다가 휴재된 후, 그해 5월호 재개, 12월호까지 게재. 2007년 3월호부터 연재한 같은 해 11월 호에서 휴재가 되었지만 2009년 2월호 게재를 거쳐 6월호부터 연재를 재개.
2009년 8월에 발매된 단행본 8권의 띠의 아라키 히로히코 코멘트를 작성한 조지가 〈조조타치〉를 의식해 그렸다는 손으로 그린 팝 일러스트가 서점의 매장에서 전개 되었다.
휴재를 사이에 두고 2010년 7월호부터 연재가 재개 되었다.
잡지 2012년 4월호에는 조지의 과거작 〈연문 일화〉라는 본작의 에피소드가 게재. 본작의 에바와 동급생의 사랑을 그린 이야기이다. 동년 5월호에서도 합작, 본작의 쿠니히로 스즈카와 교육 실습생의 이야기가 그려졌다.
2012년 7월에 단행본 13권과 동시 발매된 〈애장판 연문 일화〉 제1권에 에바의 이야기 제2권에 스즈카의 이야기가 각각 수록 되어 있다.
휴재된 후 2012년 6월호로 1년 2개월 만에 재개, 동년 10월호까지 연재.  2013년 1월호부터 다시 시작 되어 2014년 1월호에서 완결되었다.
2014년 11월에 발매된 〈창작인〉 VOL.3는 조지 특집으로 갤러리 페이지에서는 본작의 표지 등이 게재되었다.
2015년 10월에 이 작품의 실사 영화화가 결정. 그 때 조지는 본작에 대해 “실사 영상화를 할 수 없는 만화라고 생각하고 그렸다”고 말했다. 영화는 2016년 11월 5일에 공개되었다.

## 시놉시스
도쿄에서 잡지 모델을 하고 있던 초등학교 6학년의 미소녀 모치즈키 나츠메는 어느 날 갑자기 아버지의 고향인 우키구모 마을로 이사하게 된다. 도쿄에서 멀리 떨어진 시골 마을에 대한 불만으로 가득한 하루를 보내고, 〈무언가〉에서 멀어져 버렸다고 침체 된 여름의 나날이었지만, 하세가와 코우이치로(통칭 ‘코우’)를 만나 강렬하게 이끌려 간다.

## 등장 인물
- 모치즈키 나츠메

장신에 날씬한 팔다리와 예쁜 얼굴의 미소녀. 호쾌한 〈무언가〉를 갖고 있고, 도쿄에 있었을 무렵은 모델 일도 하고 있었다. 집은 여관 〈온종일 집〉 경영.  동생이 있다. 초등학교 6학년 시절에 집안의 사정으로 우키구모 마을에 이사를 와서 코우와 만남을 가진 후 강렬하게 매료되어 간다.
- 하세가와 코우이치로

통칭 코우짱. 지역의 원래 대지주 〈하세가와 가〉의 후계자 아들. 누나가 있다. 집은 〈하세가와 산업〉을 경영하고 있으며, 산을 하나 소유할 정도의 부자, 우키구모 마을의 주민이라면 반드시 어떠한 신세를 지고 있기 때문에 아무도 꼼짝하지 않는다.
- 오오토모 카츠토시

나츠메의 클래스 메이트. 코우의 전 친구.
- 마츠나가 카나

나츠메의 클래스 메이트로 우키구모 마을에서 나츠메의 첫 번째 친구.
- 사이죠 오우지

코우 할아버지와 첩 사이에 태어난 사이죠 카오루의 아들. 코우의 2살 연하로, 1학년으로 전학을 왔다.  폭력적이지만, 본심은 솔직하고 단순한 성격.
- 사이죠 카오루

오우지의 어머니. 코우 할아버지·고인 우에시마 슈조와 첩 사이에 태어난 딸(서녀)로, 코우의 어머니 후유미와는 이복 자매이다. 예쁜 외모와는 달리 매우 강권하고 감옥에서 복역중인 남편을 쉽게 버리고 하세가와 집안에서 지위를 쌓아 올리려고 하고 있다.
- 히로노 쇼고

유명한 사진 작가.  스튜디오에서 본 나츠메를 마음에 들어해 우키구모 마을에서 촬영한 나츠에의 사진집 〈여름의 발자취〉를 출판한다.
- 하야세

초등학교 6학년 때 나츠메와 같은 반이었다.  밝고 수다스럽지만, 소문이나 험담을 좋아하고, 약간 무신경한 면이 있다.
- 우에하라

코우의 나츠메 다음의 그녀. 코우보다 2살 연상으로, 타학교 학생. 짧게 자른 머리가 특징으로, 밝고 깔끔한 성격.
- 쿠니히로 스즈카

나츠메의 중학교에서 동급생. 화장을 하고 남자와 그룹 교제를 하는 등 적극적이고 조숙하다.
- 에나미

스즈카의 그룹 멤버 중 한 명.
- 다케다

중학교 3학년 나츠메의 클래스 메이트. 외모에 신경 쓰지 않는 오컬트 매니아이지만, 본인은 전혀 신경 쓰지 않는다. 담임의 주선으로 같은 클래스에 있던 니츠메와 억지로 사진 동호회를 결성하게 된다.
- 하스메 타쿠미

나츠메를 납치한 남자. 체포 당시는 27세. 감금 치상죄에 의해 징역 3년. 사진집 〈여름의 발자취〉가 출판되기 전부터 나츠메의 열광적인 팬으로 사건 전부터 이미 나츠메를 스토킹하고 있었다.

## 유명인들의 평가
조지와 친분이 있는 아라키 히로히코는 〈다빈치〉(미디어 팩토리) 2012년 10월호에서 〈물에 빠진 나이프〉를 “최고의 걸작”이라고 본작을 추천하고 있다.
Base Ball Bear의 코이데 유스케는 음악 제작에서 본작의 대사에 영향을 받았다고 언급했다.

## 서적 정보
- 조지 아사쿠라 〈물에 빠진 나이프〉 코단샤 <고단샤 코믹스 친구 B> 전 17권

- 1. 2005년 3월 10일 발매, ISBN 4-06-341418-3
  2. 2005년 10월 12일 발매, ISBN 4-06-341447-7
  3. 2006년 4월 13일 발매, ISBN 4-06-341468-X
  4. 2006년 10월 13일 발매, ISBN 4-06-341491-4
  5. 2007년 2월 13일 발매, ISBN 978-4-06-341511-7
  6. 2007년 7월 13일 발매, ISBN 978-4-06-341532-2
  7. 2007년 12월 13일 발매, ISBN 978-4-06-341552-0
  8. 2009년 8월 10일 발매, ISBN 978-4-06-341636-7
  9. 2010년 1월 13일 발매, ISBN 978-4-06-341688-6
  10. 2010년 6월 11일 발매, ISBN 978-4-06-341662-6
  11. 2010년 11월 12일 발매, ISBN 978-4-06-341714-2
  12. 2011년 5월 13일 발매, ISBN 978-4-06-341743-2
  13. 2012년 7월 13일 발매, ISBN 978-4-06-341810-1
  14. 2012년 11월 13일 발매, ISBN 978-4-06-341826-2
  15. 2013년 5월 13일 발매, ISBN 978-4-06-341858-3
  16. 2013년 11월 13일 발매, ISBN 978-4-06-341884-2
  17. 2014년 2월 13일 발매, ISBN 978-4-06-341901-6

## 영화
실사 영화화 작품이 2016년 11월 5일에 공개되었다. 감독은 야마토 유키가 담당. 주연은 스다 마사키, 코마츠 나나.

## 출연
- 하세가와 코우이치로(코우) - 스다 마사키
- 모치즈키 나츠메 - 코마츠 나나
- 오오토모 카츠토시 - 시게오카 다이키
- 마츠나가 카나 - 카미시라이시 모네
- 히로노 쇼고 - 시마 료헤이
- 호리우치 마사미, 사이토 요이치로 이치카와 미와코, 미키 커티스 外

### 스태프
- 감독 - 야마토 유키
- 각본 - 이즈치 키슈, 야마토 유키
- 음악 - 사카모토 슈이치
- 음악 프로듀서 - 키쿠치 토모아츠
- 촬영 - 시바누시 타카히데
- 조명 - 미야니시 타카아키
- 녹음 - 아메다 히데힙고
- 편집 - 치히라이 케이치
- 음향 효과 - 사이토 마사토시
- 미술 - 미츠마츠 케이코
- 기획 - 세토 마리코
- Co 프로듀서 - 나가타 히로야스
- 프로듀서 - 히노키 히로미
- 기획 협력 - 쇼치쿠 촬영소
- 제작위원회 - 가가, 컬쳐 엔터테인먼트

### 영상 미디어
DVD
- 물에 빠진 나이프 DVD 콜렉터즈 에디션 (가가, 2017년 4월 21일 발매, GADS-1455)
- 물에 빠진 나이프 DVD 스탠다드 에디션 (가가, 2017년 4월 21일 발매, GADS-1456)

Blu-ray
- 물에 빠진 나이프 Blu-ray 컬렉터의 에디션 (가가, 2017년 4월 21일 발매, GABS-1454)

### 관련 서적
소설
- 소설 영화 물에 빠진 나이프 (저자: 마츠다 시유카, 코단샤 KK 문고 2016년 10월 6일 발매[16], 978-4-06-199586-4)

## 수상
만화
- 이 만화가 대단해! 온나편 17위 (2010년)

영화
- 제90회 키네마 준보 베스트 텐 (2017년)
  - 신인 여우상 (코마츠 나나) (디스트럭션 베이비즈, 쿠로사키군의 말대로는 되지 않아, 매니악 히어로 -생활-과 함께 수상)